# 해로새우하목
해로새우하목(Stenopodidea)은 십각목에 속하는 작은 갑각류 분류군의 하나이다. 종종 새우 또는 참새우와 혼동되지만 그 둘과는 다르며, 바닷가재와 게와 같은 딱딱한 등껍질을 가진 십각류와 더 가까운 분류군이다. 크게 확대되어 있는 3번째 부속지(附屬指, 가슴다리 또는 걷는 다리)를 통해 쉽게 구별할 수 있다. 가재와 게에서, 첫 번째 부속지는 다른 십각류보다 더 크다. 12개 속으로 나누며, 현재까지 기록된 현존 종은 71종이다. 별도의 속(屬)에 각각 속하는 멸종한 2종이 알려져 있다. 멸종한 종 중에서 가장 오랜 해로새우 종은 백악기 후기의 질리니카리스 키넨시스(Jilinicaris chinensis)이다.

## 하위 분류
- 마크로막실로카리스과 (Macromaxillocarididae) Alvarez, Iliffe & Villalobos, 2006
  - 마크로막실로카리스속 (Macromaxillocaris) Alvarez, Iliffe & Villalobos, 2006
- 해로새우과 (Spongicolidae) Schram, 1986
  - Engystenopus Alcock & Anderson, 1894
  - Globospongicola Komai & Saito, 2006
  - † Jilinicaris Schram, Shen, Vonk & Taylor, 2000
  - Microprosthema Stimpson, 1860
  - Paraspongicola De Saint Laurent & Cléva, 1981
  - 해로새우속 (Spongicola) De Haan, 1844
  - Spongicoloides Hansen, 1908
  - Spongiocaris Bruce & Baba, 1973
- 청소새우과 (Stenopodidae) Claus, 1872
  - Juxtastenopus Goy, 2010
  - Odontozona Holthuis, 1946
  - † Phoenice Garassino, 2001
  - Richardina A. Milne-Edwards, 1881
  - 청소새우속 (Stenopus) Latreille, 1819 - 청소새우(S. hispidus) 포함